# شمشیرزن دوره‌گرد: جهنم کیوتو
شمشیرزن دوره‌گرد: جهنم کیوتو (انگلیسی: Rurouni Kenshin: Kyoto Inferno) فیلمی ژاپنی است که در سال ۲۰۱۴ منتشر شد. این فیلم دومین قسمت از سه‌گانه شمشیرزن دوره‌گرد است.

## خلاصه داستان
در معدن ستسو، استان هیوگو، سایتو هاجیمه پلیس ژاپن را در ردیابی شیشیو ماکوتو، فرد معروف بدنامی که در شوگون‌سالاری توکوگاوا در نبرد توبا–فوشیمی به پلیس کمک کرد اما دولت به او خیانت کرد، هدایت می‌کند. با این حال، مردان شیشیو از طریق قتل‌عام پلیس می‌خواهد نقشه‌هایشان را به سایتو برای فتح ژاپن بگویند.
کنشین هیمورا در مدرسه کندو کائرو کامیا در کنار بقیه زندگی می‌کند تا اینکه توسط یک مقام دولتی بنام اوکوبو توشیمیچی فراخوانده می‌شود و به او می‌گویند که شیشیو را پیدا کند…

## بازیگران
- تاکرو ساتو
- تاتسویا فوجی وارا
- یوسوکه ایسه‌یا
- یوسوکه اگوچی
- ماساهارو فوکویاما
- یو آئویی